# Дімітрі Берто
Дімітрі Жан Сільвен Берто (фр. Dimitry Jean Sylvain Bertaud, нар. 6 червня 1998, Монпельє, Франція) — конголезький футболіст, воротар французького клубу «Монпельє» та збірної ДР Конго.

## Ігрова кар'єра

### Клубна
Дімітрі Берто народився у місті Монпельє і є вихованцем однойменного клуба з цього міста. З 2014 року воротар почав грати за дублюючий склад команди у Національному чемпіонаті 2. У червні 2017 року підписав з клубом свій перший професійний контракт. 
Свою першу гру в основі Берто провів на початку 2018 року у матчі на Кубок країни. У січні 2019 року футболіст дебютував у складі першої команди у матчах чемпіонату Франції.

### Збірна
З 2013 року Дімітрі Берто викликався на матчі юнацьких збірних Франції. У 2021 році у складі олімпійської збірної Франції брав участь у літніх Олімпійських Іграх у Токіо. Але на турнірі Берто був третім воротарем і на поле не виходив.

## Особисте життя
Дімітрі Берто народився у Монпельє і має конголезьке коріння.